# Simulium mutucuna
Simulium mutucuna es una especie de insecto del género Simulium, familia Simuliidae, orden Diptera.
Fue descrita científicamente por Mello & Vieira da Silva, 1974.